# 凌域國際
凌域國際股份有限公司是原台灣前三大書籍經銷商，成立於1995年，隸屬於文域事業集團，以經銷童書起家，但由於財務問題自2007年7月23日暫時停業，2011年解散。

## 業務往來

### 門市
- 金石堂書店

### 供貨商
- 城邦文化集團
- 格林文化
- 和英出版
- 三之三
- 大穎
- 台灣麥克
- 尖端出版
- 小知堂文化
- 秋雨文化

約計與100多家出版公司有往來。

### 信用卡
- 日盛銀行（日盛凌域聯名卡）[2]